# One Plus One Is One
One Plus One Is One je čtvrté studiové album anglického hudebníka Badly Drawn Boye. Vydáno bylo v červnu roku 2004 jako jeho poslední album vydané společností XL Recordings. Spolu s Badly Drawn Boyem jej produkoval Andy Votel. Albu se dostalo velmi negativní odezvy od kritiků.

## Seznam skladeb
1. One Plus One Is One – 4:18
2. Easy Love – 3:02
3. Summertime in Wintertime – 3:02
4. This Is That New Song – 4:07
5. Another Devil Dies – 5:01
6. The Blossoms – 2:01
7. Year of the Rat – 4:43
8. Four Leaf Clover – 4:19
9. Fewer Words – 1:13
10. Logic of a Friend – 4:38
11. Stockport – 2:37
12. Life Turned Upside Down – 3:24
13. Take the Glory – 5:02
14. Holy Grail – 8:13
15. Don't Ask Me I'm Only the President (pouze na americké verzi) – 1:36
16. Plan-B (pouze na americké verzi) – 4:47

## Obsazení
- Badly Drawn Boy – zpěv, kytara, klavír, celesta, clavinet, varhany, mellotron, elektrické piano, zvonkohra, banjo
- Alex Thomas (Earl Shilton) – bicí, tympány, gong, zvony
- Sean McCann – baskytara
- Andy Votel – trubicové zvony, činely, cowbell, samply, efekty
- Bob Marsh – trubka
- Roger Wickham – flétna
- Chris Worsey – violoncello
- Oliver Heath – housle
- Charles Ashby – perkuse
- Norman Mcleod – kytara
- Colin Mcleod – akordeon
- Stockport Music Project (STOMP) – zpěv